# Steven Hill
Steven Hill, ursprungligen Solomon Krakovsky, född 24 februari 1922 i Seattle, Washington, död 23 augusti 2016 i Monsey, New York, var en amerikansk skådespelare.

## Biografi
Hill var en av få ortodoxa judar i filmbranschen vilket ofta skapade problem då han enligt sin religion inte fick arbeta på sabbaten. Även om han medverkade i en mängd filmer och TV-serier var han mest känd för två roller. Under tio säsonger (1990-2000) spelade han distriktsåklagare Adam Schiff i det juridiska dramaserien I lagens namn, och under en säsong (den allra första 1966-1967) spelade han Dan Briggs, den ursprunglige ledaren för Impossible Missions Force i agentserien På farligt uppdrag. På film var Hill mest känd för faderliga och/eller auktoritära roller som till exempel Yentl, En tavla för mycket, I lust och nöd, Billy Bathgate och Firman. Ett undantag är actionfilmen Hårda bud där han spelade en gangsterboss. Hill avled 2016.

## Filmografi (urval)
- På farligt uppdrag (1966-1967; TV-serie)
- Yentl (1983)
- En tavla för mycket (1986)
- I lust och nöd (1986)
- Hårda bud (1986)
- I lagens namn (1990-2000; TV-serie)
- Billy Bathgate (1991)
- Firman  (1993)

## Teater

### Roller
| År   | Roll          | Produktion                  | Regi       | Teater                         |
| ---- | ------------- | --------------------------- | ---------- | ------------------------------ |
| 1948 | Thaddeus Long | Sundown Beach Bessie Breuer | Elia Kazan | Belasco Theatre, New York, USA |